# Afroneta longispinosa
Afroneta longispinosa là một loài nhện trong họ Linyphiidae.
Loài này thuộc chi Afroneta. Afroneta longispinosa được Herman Theodor Holm miêu tả năm 1968.